# Антивоенное движение
Антивое́нное движе́ние — общественное движение, целью которого является прекращение войн и установление мира.
Средствами достижения этой цели является пропаганда пацифизма и антимилитаризма и различные виды протеста против войны, такие как демонстрации, прошения, бойкоты, поддержка определённых кандидатов на выборах, уклонение от воинского призыва, в том числе такие необычные способы протеста, как «Die-in» (имитация смерти).
Кампании протестов могут иметь как общий характер, так и быть направленными против какой-то конкретной войны (например, во Вьетнаме, в Ираке), определённого вида оружия (например, ядерного оружия, противопехотных мин или ракет средней дальности).
Движение состоит из множества различных политических организаций и групп в разных странах.

## Антивоенные организации

### Международные
- Всемирный совет мира
- Интернационал противников войны
- Международное бюро мира
- Пагуошское движение учёных

### СССР
- Советский комитет защиты мира

### Российские
- Антивоенный комитет России
- Антивоенный комитет Кубани
- Настоящая Россия
- Российский комитет действия
- Феминистское антивоенное сопротивление
- Останови вагоны
- Антимилитаристская радикальная ассоциация
- Христиане против войны
- Рождественская Декларация 2022

## Акции
- Протесты против войны во Вьетнаме[англ.]
  - «Поход на Пентагон» (21 октября 1967)
  - Протесты 1968 года
  - Расстрел в Кентском университете (1970) и пр. (см. Категория:Антивоенное движение против войны во Вьетнаме)
- Антивоенные протесты 15 февраля 2003 года (против готовившегося вторжения в Ирак)
- Протесты против вторжения России в Украину